# Polityka gospodarcza III Rzeszy

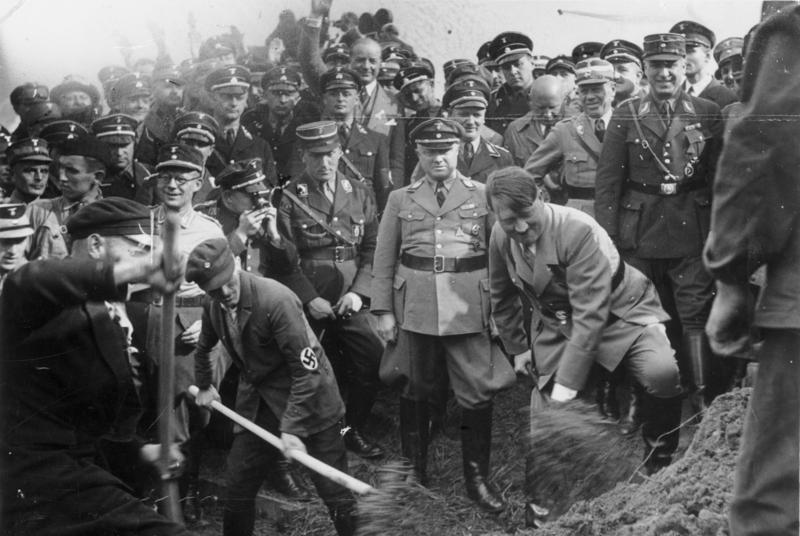
Adolf Hitler jako pierwszy rozpoczyna budowę autostrady Rzeszy

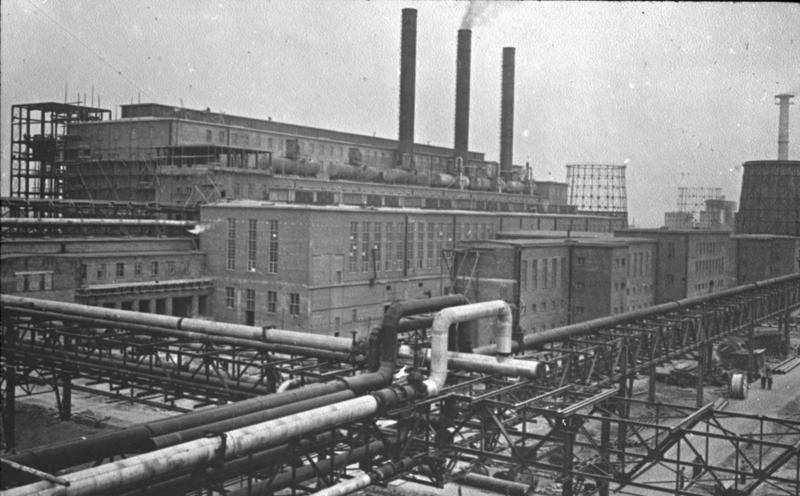
Zakłady IG Farben w Oświęcimiu

Spadek liczby bezrobotnych w latach 1933–1939

Polityka gospodarcza III Rzeszy – polityka gospodarcza prowadzona przez władze III Rzeszy, w okresie sprawowania władzy w Niemczech przez Narodowosocjalistyczną Niemiecką Partię Robotników (NSDAP).

## Działania władz
Po przejęciu władzy w 1933 roku kierownictwo NSDAP zadecydowało o zasadniczej zmianie dotychczasowego modelu gospodarczego, opartego na rozwiązaniach wolnorynkowych. Zachowano prywatną własność przedsiębiorstw, jednak procesy regulacji zostały upaństwowione. Aparat partyjno-państwowy przejął nadzór nad rozdziałem surowców, ustalaniem cen, płacami, strukturą produkcji, handlem zagranicznym oraz kredytami. W 1936 roku utworzono Urząd do spraw Planu Czteroletniego, na czele którego stanął Hermann Göring. Do naczelnych zadań planu czteroletniego należało przygotowanie Niemiec do prowadzenia wojny oraz zlikwidowanie bezrobocia poprzez rozbudowę programu zbrojeń, inwestycje w infrastrukturę i rozrost formacji paramilitarnych. Ważne miejsce zajął program robót publicznych, zakładający między innymi budowę sieci autostrad. Jednocześnie ministerstwo gospodarki w porozumieniu z Reichsbankiem wprowadziło plan ograniczenia importu, subsydiowania eksportu oraz przejęcia kontroli nad systemem bankowym. W 1934 roku, w miejsce rozwiązanych przez rząd związków zawodowych, utworzono obligatoryjny dla pracowników i pracodawców Niemiecki Front Pracy. Kolejnym sektorem objętym specjalnymi regulacjami było rolnictwo, nad którym nadzór przejął Kartel Żywnościowy Rzeszy podległy ministrowi do spraw żywności i rolnictwa. Ważnym elementem nowego systemu gospodarczego stały się też obozy koncentracyjne i obozy pracy, które dostarczały darmowej pracy więźniów.

## Efekty
W wyniku podjętych przez władze działań bezrobocie w 1939 roku spadło do poziomu poniżej 1%, stopa oszczędzania w latach 1932–1938 wzrosła z 11 do 18%, produkcja przemysłowa wzrosła dwukrotnie, a produkcja rolnicza wzrosła o niemal 10%. Jednocześnie odnotowano spadek płac realnych o 25% w latach 1933–1938, a wzrost produkcji miał miejsce głównie w obszarach przemysłu zbrojeniowego.